# Burpee
Burpee är en styrketräningsövning för hela kroppen där man tränar både styrka och kondition.
Övningen har fått sitt namn av fysiologen Royal H. Burpee och utförs vanligtvis i fyra steg med början i stående position.
1. Från stående huka dig ned och sätt händerna på marken.
2. Hoppa bak med fötterna samtidigt som du böjer på armarna.
3. Sträck på armarna och hoppa tillbaka till huksittande.
4. Avsluta med att hoppa upp med armarna sträckta ovanför huvudet.

## Ursprung
Övningen skapades år 1939 av den amerikanska fysiologen Royal Huddleston Burpee Sr. Burpee var doktorand i tillämpad fysiologi vid Columbia University Teachers College där han som en del i sin doktorsavhandling försökte komma på hur man ska bedöma en persons fysiska kondition. I avhandlingen hade han med ungefär 300 olika mått på kondition, och burpee-övningen skapades utifrån detta som en snabb och enkel övning för att bedöma kondition. Under konditionstestet utfördes övningen fyra gånger i rad och pulsen kontrollerades fem gånger före och efter övningen för att mäta hjärtats förmåga att pumpa blod samt hur fort pulsen återgår till normalläge.
Övningen blev populär när den amerikanska armén började använda den som bedömningsverktyg vid mönstring av rekryter under Andra världskriget. Burpeetestet användes för att se hur många gånger soldaten kunde utföra övningen på 20 sekunder. 8 burpees på 20 sekunder ansågs vara dåligt, 10 var godkänt och 13 eller fler var utmärkt.

## Världsrekord

### Flest burpees på en minut (herrar)
Wesley Prado (Förenade Arabemiraten), 48 stycken, juli 2020

### Flest burpees på en minut (damer)
Hayley Payton (Storbritannien), 44 stycken, december 2022

### Flest burpees på en timme (herrar)
Paddy Doyle (Storbritannien), 1 840 stycken, februari 1994

### Flest burpees på en timme (damer)
Kathryn Beeley (Australien), 1 321 stycken, februari 2017

### Flest burpees på 24 timmar (herrar)
Joe Reverdes (USA), 10 856 stycken, juli 2022

### Flest burpees på 24 timmar (damer)
Eva Clarke (Förenade Arabemiraten), 12 003 stycken, januari 2015